# Juegos Parapanamericanos Juveniles de 2025
Los Juegos Parapanamericanos Juveniles de 2025 serán los sextos Juegos Parapanamericanos Juveniles. Se celebrarán del 31 de octubre al 9 de noviembre de 2025 en Santiago, Chile, y será la primera vez en la historia que se disputarán en dicho país.
Alrededor de 1500 atletas y más de 30 países competirán en 12 disciplinas.

## Sede

### Sede elegida
- Chile: Santiago

El 28 de agosto de 2024 se confirmó que Santiago será la sede de los juegos. Esta será la primera vez que los Juegos Parapanamericanos se disputaran en el país sudamericano.
Se utilizará el legado deportivo de los Juegos Panamericanos y Parapanamericanos Santiago 2023, donde destaca el Centro de Entrenamiento del Deporte Paralímpico, además de toda la infraestructura del Parque Estadio Nacional.